# Omniglot
Omniglot  ist eine Online-Enzyklopädie mit Fokus auf Sprachen und Schriftsysteme.
Der Name „Omniglot“ ist aus dem lateinischen Präfix omnis (deutsch ‚alles‘) und der altgriechischen Wortwurzel γλωσσα (glōssa, deutsch ‚Zunge‘, ‚Sprache‘) zusammengesetzt.
Mit Stand Ende Oktober 2024 ist auf der Website Information zu 2095 Sprachen zu finden, und sie bietet Referenzmaterialien für über 350 in verschiedenen Sprachen verwendete Schriftsysteme und für über 1000 konstruierte, angepasste und fiktive Schriftsysteme, sowie Referenzmaterial in zahlreichen Sprachen und Materialien zum Erlernen von Sprachen.

## Geschichte
Die Website wurde 1998 vom britischen Autor Simon Ager ins Leben gerufen und war ursprünglich als Web-Design- und Übersetzungsdienst gedacht. Als Ager mehr Informationen über Sprachen und verschiedene Schriftsysteme sammelte und hinzufügte, entwickelte sich das Projekt zu einer Enzyklopädie.
Ihr Material war die Quelle für ein Kompendium von Schriftzeichen, die für die Entwicklung künstlicher Intelligenz verwendet werden, die Omniglot Challenge. Das Omniglot-Kompendium wurde seit seiner ersten Veröffentlichung weithin verwendet.